# Carl-Gustaf Hamilton
Carl-Gustaf David Hamilton, känd under signaturen C.G.D. Hamilton, född 8 maj 1882 i Kristianstad, död 29 september 1968 i Åtvidaberg, var en svensk greve, ryttare, skidledare och militär (överste). 

## Biografi

### Uppväxt och militär karriär
Hamilton var son till generalmajoren, greve John Raoul Hamilton och grevinnan Ulla Lewenhaupt. Han tog studentexamen 1901 och officersexamen 1903. Hamilton gick på Krigsskolan 1902–1903, Artilleri- och ingenjörhögskolan (ak) 1905–1906, Arméns ridskola 1906–1907 och Krigshögskolan 1910–1912. Han blev underlöjtnant vid Svea artilleriregemente (A 1) 1903 och löjtnant 1906. Han befordrades till kapten 1915 och var adjutant hos kronprins Gustaf Adolf samma år. Hamilton var lärare vid Artilleri- och ingenjörhögskolan 1918-1922 och befordrades till major vid Göta artilleriregemente (A 2) 1926. Han blev överstelöjtnant vid Bodens artilleriregemente (A 8) 1931, tillförordnad chef 1933 och chef för Gotlands artillerikår (A 7) 1934. Han blev överste i armén 1935 och var chef för Norrlands artilleriregemente (A 4) 1939–1942. Han tog avsked 1942 och försattes i II.militärområdets reserv. Hamilton var överadjutant hos kung Gustaf VI Adolf från 1950.

### Ridning och skidåkning
Under perioden 1904–1936 var Hamilton framgångsrik i prishoppning och hinderlöpning. Senare innehade han poster inom ridsportens organisation, bland annat som ledamot av skiljedomstolen vid Stockholms kapplöpningssällskaps löpningar 1924–19926, styrelseledamot i Stockholms fältrittklubb 1928–1936, i Svenska Ridsportens Centralförbund (nuvarande Svenska Ridsportförbundet) 1918–1926, i Göteborgs fältrittklubb 1927–1931, i Bodens fältrittklubb 1932–1934, och som ordförande i Visby fältrittklubb 1934–1939.
Hamilton var också skidåkare och arbetade för de alpina disciplinerna slalom och störtlopps godkännande av Internationella Skidförbundet  (FIS). Där han var tongivande som dess generalsekreterare under perioden 1924–1934. Därefter var han FIS:s vice ordförande 1934–1946. Han hade också poster inom Svenska Skidförbundet. Slalomtävlingens grundare, engelsmannen Sir Arnold Lunn, hävdade ofta att Hamilton var den ende skandinav som gav honom sitt fulla stöd för utförsåkningens berättigande som tävlingssport inom FIS. Vidare arbetade han som ledare för skidkurser i Skidfrämjandets regi och skrev åtskilligt om skidåkning i dess årsbok På skidor.
Han var hedersledamot av Internationella Skidförbundet.

### Privatliv och död
Hamilton gifte sig 1909 med Ebba Beck-Friis (1887-1977), dotter till överstekammarjunkare, friherre Johan Beck-Friis och Anna Adelswärd. Han var far till Carl-Fredrik (1912-2000) och Carl Jan (1916-2007). Hamilton avled den 29 september 1968 och gravsattes den 21 november 1968 på Kättilstads kyrkogård.

## Utmärkelser
Hamiltons utmärkelser:
- Minnestecken med anledning av Konung Gustaf V:s 90-årsdag (GV:sJmtll)
- Minnestecken med anledning av Konung Gustaf V:s 70-årsdag (GV:sJmt)
- Kommendör av 1. klass av Svärdsorden (KSO1kl)
- Riddare av Vasaorden (RVO)
- Kommendör av 2. graden av Danska Dannebrogsorden (KDDO2gr)
- Kommendör av 2. graden av Grekiska Georg I:s orden (KGrGO2kl)
- Kommendör av 2. klass av Storbritanniska Victoriaorden (KStbVO2kl)
- Kommendör av Tyska örnens orden (KTyskÖO)
- Riddare av 3. klass av Ryska Sankt Stanislaus-orden (RRS:tStO3kl)
- 2. klass av Belgiska Militärkorset (BMilK2kl)
- Skidlöparguldmedalj (Skidl:GM)